# スコポラミン

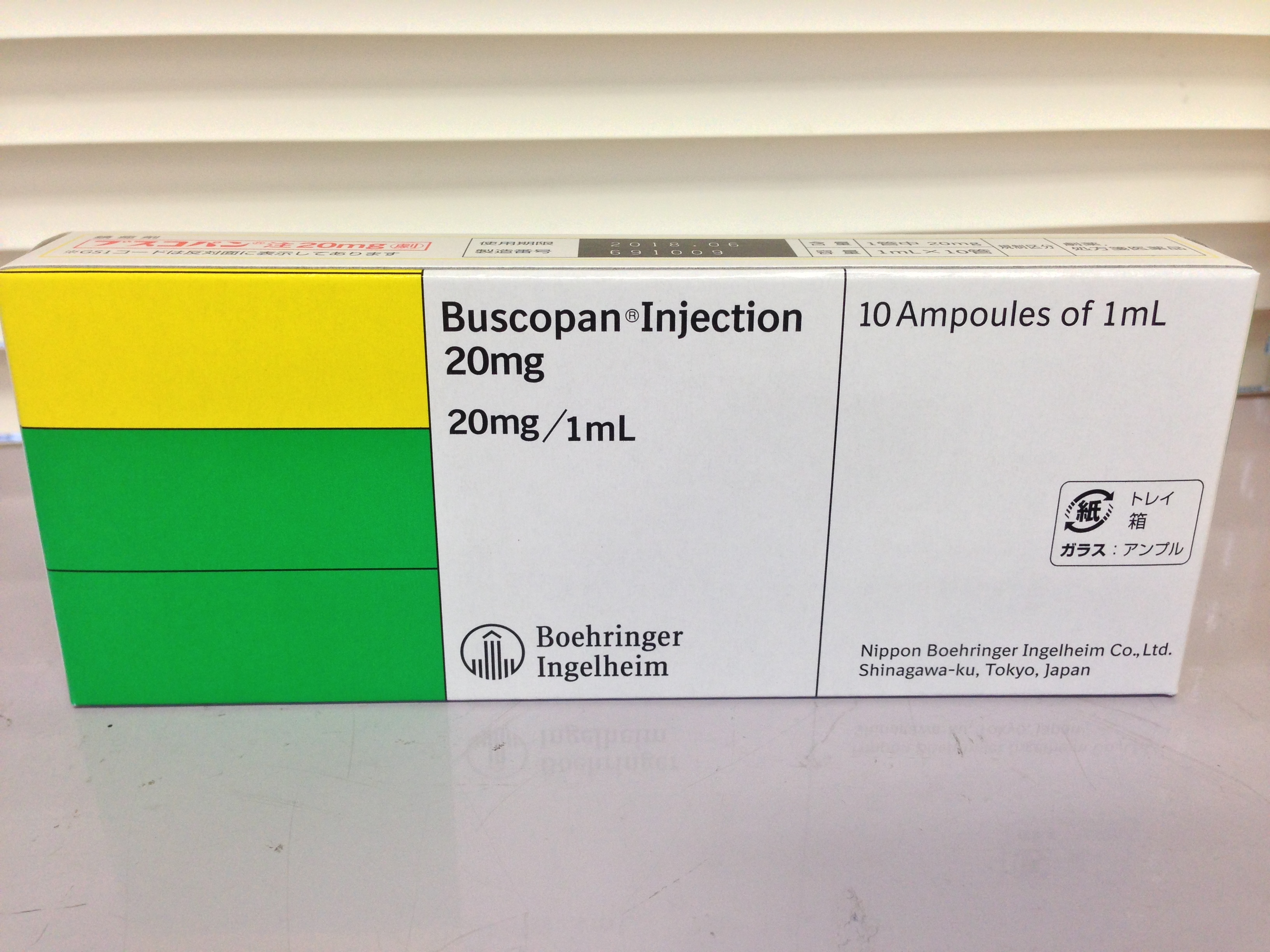
ブスコパン注射液

スコポラミン（英: scopolamine）は、トロパンアルカロイドでムスカリン受容体拮抗薬の一種。ヒヨスチン (hyoscine)ともいう。アセチルコリンのムスカリン受容体への結合を競合的に阻害することによって抗コリン作用を有する。これにより副交感神経系の抑制を来し、瞳孔括約筋の弛緩による散瞳、眼圧の上昇、レンズ調節の麻痺、心拍数の上昇、消化管の緊張や運動の抑制などを引き起こす。

## 医療用途
日本の承認医薬品ブチルスコポラミン臭化物（製品名：ブスコパン）は、ドイツのベーリンガーインゲルハイムによって1940年代後半に合成・開発された鎮痙剤である。発現率1%以上の副作用は、口渇が9.4%、便秘が4.4%、眼の調節障害が1.7%、心悸亢進が1.4%である。過量投与によってせん妄や血圧上昇などを引き起こす可能性がある。有効成分の規制区分は毒薬である。
ブチルスコポラミン臭化物は、消化管の運動を抑制するので、消化管のX線及び内視鏡検査の前処置、消化管の疼痛時の鎮痙によく使われる。また尿路結石に伴う疼痛に対して尿管を拡張させる目的でも用いられる。

### 禁忌や慎重投与
眼内圧を上昇させるため緑内障患者での使用は禁忌。前立腺肥大による尿閉を悪化させるので、高齢男性への投与は慎重投与。出血性大腸炎などへの投与も禁忌となっている。

## 精神作用
ヒトを対象としたスコポラミン投与試験で、言語エピソード記憶や意味記憶などの記憶障害、注意検査におけるパフォーマンス低下などの認知障害を引き起こすことが示されている。また、スコポラミン投与による記憶障害のモデル動物が広く使用されている。
そのためスコポラミンはデートレイプドラッグとしても知られる。
ブチルスコポラミン臭化物のバイオアベイラビリティは1%未満で、体内に吸収されるのはごく一部である。血液脳関門(BBB)の通過性については、ラットのデータでは中枢神経系(CNS)へほとんど移行しないことが示されている。通常の治療用量では精神面への影響は出現せず、頭痛、頭重感、眠気、めまいが数パーセント程度見られるだけである。むしろ緑内障や前立腺肥大の存在や、ショックなどが問題になる。
スコポラミンは、大うつ病性障害や双極性障害の抑うつに対する抗うつ薬として研究されている。単極性および双極性の抑うつに対し、スコポラミンは効果的な抗うつ薬であり、最初の投与の3日後から迅速に作用する、と結論付けたシステマティックレビューがある。